# Cerkev Žalostne Matere Božje, Dedni Dol
Cerkev Žalostne Matere Božje je podružnična cerkev župnije Višnja Gora, ki stoji v dolini zahodno od vasi Dedni Dol.

## Opis
Romarsko cerkvico v Dednem dolu omenja že Janez Vajkard Valvasor, ki je zapisal, da je to čudežna cerkev, ker se zvonovi oglašajo kar sami od sebe. Med drugim legenda tudi pripoveduje, da so cerkev prinesli angeli s Turškega in zaradi mimohoda angelov so veje za cerkvijo še danes sklonjene do tal. Marijina cerkev naj bi tu stala že sredi 15. stoletja in je bila kasneje barokizirana z dozidano lopo, v kateri so našli zavetje romarji. Zadnje večje sprememe je cerkev doživela v začetku 20. stoletja, ko so ladjo cerkve obokali, prenovili opravo, izdelali klopi in naredili nova vhodna vrata. Najbolj je verjetno v cekvi znamenit glavni oltar, kjer je nameščen vrtljiv Marijin tron. Tako je v postnem času izpostavljen kip Žalostne Matere Božje, v drugih liturgičnih časih pa kip Marije Pomočnice z Jezusom v naročju.
Poleg cerkve je tudi kapela Božjega groba, do katere vodi 14 postaj križevega pota. Gotski cerkvi so v 18. stolejtu prizidali kapelo Božjega groba z velikim kamnom pred vhodnimi vrati, ki spominja na kamen, ki je bil zavaljen pred Jezusovim grobom. Cerkev so v skladu z jožefinskimi reformami zaprli, jo prepustili propadu in ji nazadnje v 19. stoletju podrli ladjo. Med farno cerkvijo sv. Tilna vodi do dednodolske romarske cerkve 5 kapelic, v katerih so freske, ki ponazarjajo skrivnosri rožnega venca. Ob vnožju cerkve Žalostne Matere Božje pa je postavljena tudi kapela Lurške Matere Božje, izpod katere izvira voda. Za to vodo se nekoč verjeli, da zdravi bolezni oči.